# Pete Souza
Pour les articles homonymes, voir Souza.
Pete Souza, né le 31 décembre 1954 à Dartmouth (Massachusetts), est un photojournaliste américain. Il est photographe en chef de la Maison-Blanche durant les mandats de Ronald Reagan et Barack Obama.

## Biographie
Ses grands-parents ont quitté les Açores pour s'installer aux États-Unis. Pete Souza a passé son enfance dans le Massachusetts.  
Il est diplômé d'un bachelor of science en communication publique de l'université de Boston et d'un master en journalisme et communication de masse de l'université d'État du Kansas.
Il commence comme photographe de presse au Kansas dans les années 1970 pour le Chanute Tribune et le Hutchinson News . 
Il est photographe officiel de la Maison-Blanche pour le président Ronald Reagan de juin 1983 jusqu'à la fin de son mandat en 1989. Certains de ses clichés montrent la forte confiance existant alors entre les deux hommes. Nancy Reagan lui demande par ailleurs d'être le photographe officiel pour les obsèques de son mari en 2004.
Basé à Washington, D.C., il travaille pendant 10 ans comme photographe du groupe de presse du Chicago Tribune et à ce titre couvre l'arrivée au Sénat d'Obama en 2005. Il le rencontre pour la première fois lors de sa prestation de serment comme sénateur démocrate de l'Illinois en janvier 2005. Il suit sa première année au Sénat, l'accompagnant sur plusieurs de ses voyages à l'étranger, notamment au Kenya, en Afrique du Sud et en Russie. En juillet 2008, Souza publie un recueil de photos qui allait devenir le bestseller The Rise of Barack Obama, dans lequel il avait compilé les meilleurs photographies de cette période. 
Pete Souza a aussi travaillé à son compte pour les magazines National Geographic et Life. Après les attentats du 11 septembre, il est parmi les premiers journalistes à couvrir la guerre en Afghanistan et la chute de Kaboul. 
Il était professeur assistant à la School of Visual Communication de l'université de l'Ohio quand l'équipe de transition du président nouvellement élu lui demanda de devenir le photographe officiel de Barack Obama.

### Photographe du président Obama
Dans une interview à ABC, alors qu'il venait d'être choisi pour être le photographe officiel du nouveau président, il déclare à propos de sa relation avec Obama :
« Ma relation avec le président-élu est une relation professionnelle. Je ne suis pas son ami et je ne me vois pas comme son ami. Je suis là pour documenter l'Histoire et je crois qu'il comprend ce rôle, mais je pense que vous soulevez un point important (I do think you make a good point) et c'est quelque chose dont je dois être conscient et j'expliquerai probablement à ses assistants au cours des années l'importance de documenter les choses même si elles ne vont pas bien. Dans le long terme, c'est bien pour le peuple américain - de voir des images de toutes sortes de situations impliquant le président. Et de nouveau - peut-être pas tout de suite, peut-être dans 10 ans, dans 50 ans - mais je veux vraiment leur inculquer le besoin de documenter pour l'Histoire la présidence par des photos. »
Pete Souza prend entre 500 et 1000 clichés par jour en suivant Barack Obama. Le président américain lui a donné un accès total pour le suivre dans toutes ses activités présidentielles et le photographe peut assister à toutes les réunions. Plusieurs de ses photos sont publiées chaque jour sur le site de la Maison Blanche ou dans une « galerie » sur le site de photos en ligne Flickr. Le reste est stocké aux archives présidentielles, puisqu'une loi américaine interdit la destruction de tout document, photo incluse, produit par les personnes travaillant pour  l'administration présidentielle. À la fin du mandat de 4 ans du président américain, c'est environ 1 million de clichés qui auront été archivés.
Sous la présidence de Donald Trump, Shealah Craighead lui succède.

## Livres de photos
- Unguarded Moments: Behind-the-scenes Photographs of President Reagan
- Images of Greatness: An Intimate Look at the Presidency of Ronald Reagan
- The Rise of Barack Obama - 2008